# Río Viejo (Colombia)
Río Viejo es un municipio de Colombia, situado al sur del departamento de Bolívar. Puerto fluvial ubicado a orillas del Brazo de Morales y ubicado estratégicamente cerca de rio Magdalena y el Brazo de Papayal. Dista de la capital departamental, Cartagena de Indias, a 450 km.
Fue fundado por un grupo de pescadores el 26 de agosto de 1785, y fue elevado a la categoría de municipio el 26 de noviembre de 1982.
La economía principal es la ganadería y la pesca por estar ubicado a orillas del río Magdalena

## Historia
La fundación del Sitio de Río Viejo se remonta al 26 de agosto de 1785.
Pescadores de la región de Tamalameque, Loba y la Provincia de Mompox llegaron a este lugar en busca de nuevos territorios para su producción, quienes lo llamaron inicialmente como San Pedro Apóstol por su fe a dicho santo. Posteriormente fue habitado por Palenques, negros simarrones que huían de sus amos desde diversas zonas del país, principalmente de la Provincia de Mompox durante la colonización española.
En 1800 donde la región de Río Viejo (por ser el último brazuelo del Río Magdalena donde navegó el libertador Simón Bolívar), aún llamada San Pedro Apóstol, ya era habitada y denominada como un pequeño caserío, la iglesia católica llegó a la zona para implementar su cultura religiosa, es entonces donde es elevado a la categoría de Viceparroquia en el año de 1805 que fue erigida por el Fray José Palacio de la Vega.
Para el año de 1871 en la Provincia de Mompox (una de las divisiones territoriales del Estado Soberano de Bolívar), bajo jurisdicción del Cantón de Simití. Años después con la nueva constitución de 1886, Río Viejo es convertido en corregimiento, perteneciente entonces al municipio de Bodega Central.
Rio Viejo cambia su nombre a Olaya Herrera en homenaje al presidente liberal.
Al decaer la población de Bodega Central por las diferentes influencias de La Violencia y la inestabilidad política de la época de 1945. Hizo que dejara de ser cabecera municipal en 1950, año donde es bajado a la categoría de corregimiento, esta vez perteneciente al nuevo municipio de Olaya Herrera.
Pero en 1961, la asamblea departamental crea el Municipio de Morales, convirtiendo a Olaya Herrera nuevamente en Corregimiento.
En 1982, Olaya Herrera es elevado por ordenanzas de la gobernación a la categoría de municipio mediante la Ordenanza N.º 10 del 26 de noviembre con el nombre de Río Viejo.
El 20 de diciembre de 2007 el corregimiento de Norosí, antes perteneciente a este municipio, logró su emancipación ocasionando gran perdida territorial y económica para Río Viejo

## División Político-Administrativa
Aparte, de su Cabecera municipal. Río Viejo tiene bajo su jurisdicción los siguientes Centros poblados:
- Caimital
- Cobadillo
- Hatillo
- Macedonia
- Sierpetuerta

### Veredas
Además, de las siguientes Veredas: 
Alta Mira, Alto de la Cruz, Bella Vista, Blancas Palomas, Brisas de San Martín, Caño Hondo, Canta Gallo, Casa de Dios, El bebedero, El cristal, El progreso, Juan gabriel, La Azul, La dorada, La garita, La piedra, Morro contento, Palmarito, Pan coger, San José, San luis, San Miguel, San pablito, Tierra adentro, Unión dorada, Villa Marly.

## Vías de comunicación

### Aérea
El aeropuerto más cercano es el Aeropuerto Hacaritama en Aguachica, Cesar.
Otros aeropuertos son el Aeropuerto Nacional Aguas Claras en Ocaña, Norte de Santander y el Aeropuerto Internacional Palonegro en Bucaramanga, Santander.
Cuenta con un helipuerto no convencional que sirve a las Fuerzas Militares y Armadas de Colombia.

### Terrestre
La falta de este medio ha sido un obstáculo para el desarrollo socioeconómico del municipio, sobre todo para la comunicación con la zona montañosa y la cabecera municipal. Existen algunas vías terciarias pero en muy mal estado. Cuenta con carretera destapada para la comunicación con el municipio de Regidor y para la ciudad de Aguachica a través del Cruce del río Magdalena en ferry trasbordador.

### Fluvial
El transporte fluvial es el medio más importante, siendo mejor arteria de comunicación el Río Morales, por donde se moviliza la mayor parte de la producción, pero también se cuenta con transporte fluvial hasta los municipios de La Gloria, El Banco y la ciudad de Barrancabermeja

## Economía
La economía se fundamenta a través de la producción. Resultado de la explotación de los recursos naturales y por medio de la agricultura, ganadería, minería, comercio y pesca, bases del desarrollo económico del municipio, que se cree en la capacidad de competir en términos de igualdad con otros municipios de la región.

## Ecología
El municipio cuenta con un área de bosques primarios en la parte alta de la serranía de San Lucas, el cual es hábitat de diversidad de fauna y de flora. Además es testigo del nacimiento de la Quebrada de Norosi y sus afluentes.
El complejo cenagoso en el área correspondiente en las veredas del brazo del Dique, que sirve como corredor biológico para el municipio.
La cuenca del brazo de morales, por la importancia ecológica y cultural, y por los beneficios directos que ofrece a la población.

## Geografía
El municipio está compuesto por una subregión plana localizada en el Río de Morales, más conocido como el Río Viejo, bañada por ciénagas, lagos y caños con altitudes que oscilan entre los 50 m s. n. m. y los 200 m s. n. m. El municipio tiene jurisdicción sobre la parte norte de la isla Morales.
Otra subregión media alta localizada en las estribaciones de la serranía de San Lucas. La compone el pico más alto conocido como Pico Cuchilla Cristal con 500 m.s.n.m, el cerro Don Carlos con 200 m s. n. m. y el cerro de Osos con 350 m.s.n.m. Bañados por las quebradas de Norosí, San Pedro y el Azul las cuales desembocan en la Quebrada la Oscura.

### Límites territoriales
| Noroeste: San Martin de LobaTiquisio | Norte: Regidor |                               |
| Oeste: Norosí                        |                | Este: Rio Magdalena,La Gloria |
| Suroeste: Tiquisio                   | Sur: Arenal    | Sureste: Morales              |

Al norte: Regidor, San Martín de Loba
Al sur: Arenal, Morales
Al oriente: Río Magdalena, La Gloria
Al occidente: Tiquisio, Montecristo

### Extensión territorial
Extensión total: 1.234 km²
Extensión área urbana: 2.5 km²
Extensión área rural: 1231,5 km²
Altitud de la cabecera municipal: 49 m s. n. m.

## Medios de comunicación
En la actualidad, solo cuenta con una emisora al aire en frecuencia modulada, se trata de Kalamary Stereo que sirve de manera local en la frecuencia 103.1.
De manera virtual trabajan desde este municipio emisoras como Stereo R Colombia, la cual también tiene presencia en Aguachica, Ocaña, Barrancabermeja, Bogotá y Cali. Existe también el Sistema de Radios juveniles de Colombia que cuenta con 12 emisoras afiliadas, entre las cuales se encuentras las emisoras Stereo R Colombia, tres medios periodísticos y un canal virtual de televisión. Son del Río Stereo fue un proyecto del grupo Esperanza Juvenil por Río Viejo pero después de la desintegración del grupo en el año 2014 dicha iniciativa desaparece. Esta era una emisora comunitaria que transmitía contenido juvenil las 24 horas desde su propia plataforma vía internet.

## Estructura organizacional municipal
| Río Viejo    | Río Viejo   | Río Viejo                  |
| Departamento | Código DANE | Categoría municipal (2023) |
| ------------ | ----------- | -------------------------- |
| Bolívar      | 13600       | Sexta                      |

- Personería: Es un centro del Ministerio Público de Colombia que ejerce, vigila y hace control sobre la gestión de las alcaldías y entes descentralizados; velan por la promoción y protección de los derechos humanos; vigilan el debido proceso, la conservación del medio ambiente, el patrimonio público y la prestación eficiente de los servicios públicos, garantizando a la ciudadanía la defensa de sus derechos e intereses.

- Concejo Municipal: Es la suprema autoridad política del municipio. En materia administrativa sus atribuciones son de carácter normativo. También le corresponde vigilar y hacer control político a la administración municipal. Se regulan por los reglamentos internos de la corporación en el marco de la Constitución Política Colombiana (artículo 313) y las leyes, en especial la Ley 136 de 1994 y la Ley 1551 de 2012.

Constituido por 13 concejales por un periodo de 4 años.
- Alcaldía Municipal: En esta se encuentra la administración municipal y las entidades descentralizadas del municipio.

El Alcalde se pronuncia mediante decretos y se desempeña como representante legal, judicial y extrajudicial del municipio. El actual Alcalde municipal es  (2024-2027), elegido por voto popular.
- JAL.

## Servicios públicos
- Energía Eléctrica: Afinia, del grupo EPM, es la empresa prestadora del servicio de energía eléctrica.
- Gas Natural: Surtigas es la empresa distribuidora y comercializadora de gas natural en el municipio.